# Gabrielle Ray
Gabrielle Ray, geboren als Gabrielle Elizabeth Clifford Cook (Cheadle Hulme, Egham, 28 april 1883 – 21 mei 1973), was een populaire Engelse actrice, zangeres en danseres in het edwardiaanse tijdperk.

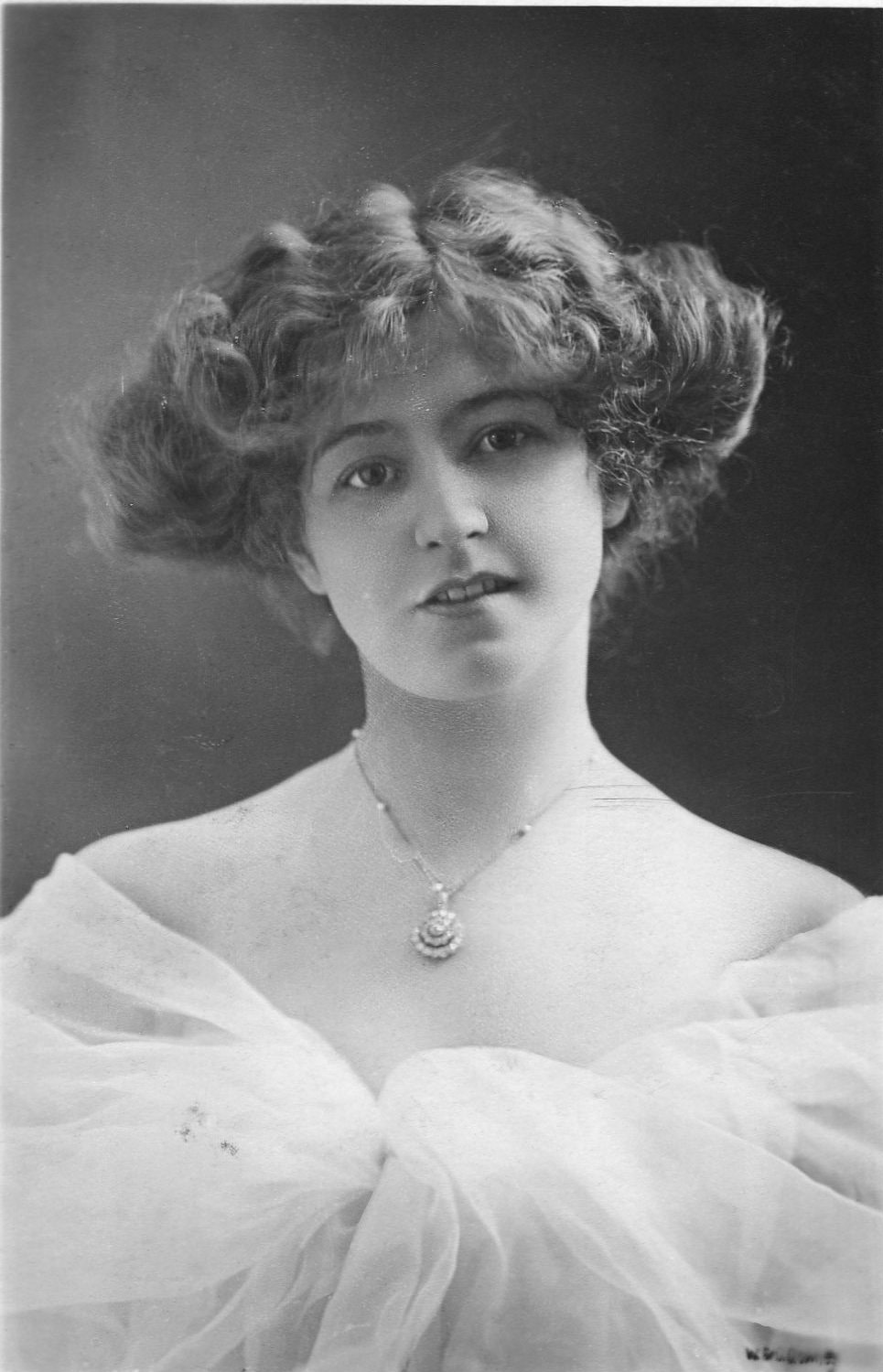
Gabrielle Ray, Raphael Tuck & Sons

## Levensloop
Als tienjarige maakte Ray haar debuut op het Londense West End in het stuk Miami. Zij zou datzelfde jaar in nog een aantal theaterstukken spelen en zich aansluiten bij het Blackpool Ballet. In 1893 zou zij in de populaire stukken Little Red Riding Hood, Proof en The Silver King spelen. In 1899 speelde zij een rol in Sinbad the Sailor. Ben Greet raakte van haar gecharmeerd en bood Ray aan met hem te toeren. Met hem zou zij drie jaar lang door Groot-Brittannië toeren in de stukken The Belle of New York en The Casino Girl.
Gabrielle Ray was gedurende deze periode een zeer populaire actrice. Zij was, samen met Lily Elsie en Gertie Millar, een van de meest gefotografeerde vrouwen in Engeland uit deze tijd. Zij werd bewonderd door onder anderen Alfred Gwynne Vanderbilt en Emanuel II van Portugal. Zij zou vanaf 1902 in een aantal zeer populaire musicals spelen, waaronder The Orchid, Lady Madcap, The Little Cherub en See See.
In 1912 kondigde Ray aan dat zij de rijke Eric Loder zou huwen. Hij verliet haar echter, en zij scheidden in 1914. Eén jaar later speelde zij in de musical Betty en het jaar daarop in Flying Colours. Na 1924 zou zij nooit meer optreden.
Ray leed aan alcoholisme en depressies en werd in 1936 opgenomen in een psychiatrisch ziekenhuis, waar zij tot haar dood zou verblijven. Zij overleed op 90-jarige leeftijd in het Holloway Sanatorium in Egham.
- Virtual International Authority File: 6664150749019816420000